# Birch Run (Míchigan)
Birch Run es una villa ubicada en el condado de Saginaw en el estado estadounidense de Míchigan. En el Censo de 2010 tenía una población de 1555 habitantes y una densidad poblacional de 315 personas por km².

## Geografía
Birch Run se encuentra ubicada en las coordenadas 43°15′3″N 83°47′30″O / 43.25083, -83.79167. Según la Oficina del Censo de los Estados Unidos, Birch Run tiene una superficie total de 4.94 km², de la cual 4.88 km² corresponden a tierra firme y (1.05%) 0.05 km² es agua.

## Demografía
Según el censo de 2010, había 1555 personas residiendo en Birch Run. La densidad de población era de 315 hab./km². De los 1555 habitantes, Birch Run estaba compuesto por el 93.89% blancos, el 1.09% eran afroamericanos, el 0.9% eran amerindios, el 0.19% eran asiáticos, el 0% eran isleños del Pacífico, el 1.16% eran de otras razas y el 2.77% pertenecían a dos o más razas. Del total de la población el 5.27% eran hispanos o latinos de cualquier raza.